# Джаббаров, Джаббар Алескер оглы
Джаббар Алескер оглы Джаббаров (азерб. Cabbar Ələsgər oğlu Cabbarov; род. 1934, Лачинский район) — советский азербайджанский животновод, лауреат Государственной премии СССР (1984).

## Биография
Родился в 1934 году в селе Ленинкенд Лачинского района Азербайджанской ССР (ныне село село Каракечди Лачинского района).
С 1950 года — чабан, с 1960 года — старший чабан совхоза имени В. И. Ленина Лачинского района.
Джаббар Джаббаров проявил себя на работе опытным и трудолюбивым животноводом. Свой трудовой путь Джаббаров начал обычным чабаном, но за короткое время достиг успехов в своей отрасли. Чабан набирался опыта, узнавал секреты у передовых овцеводов колхоза, в том числе и у своего отца Алескера Джаббарова, в бригаде которого и работал. После выхода отца на пенсию, Джаббар возглавил его бригаду и намного улучшил прежние показатели коллектива. Джаббару Джаббарову принадлежало самое больше в совхозе стадо овец на 1800 голов. Джаббаров применял передовые зоотехнические методы, в том числе и метод интенсивной выкормки овец свежей травой и сухим сеном, в результате чего вес овец значительно увеличился, став одним из самых высоких показателей в республике, а шерсти стали настригать на 3 килограмма больше прежнего. По настоянию животновода в совхозе стала внедрятся механизация, но не только в овцеводческую, но и в скотоводческую отрасль, в результате чего рентабельность этих отраслей в хозяйстве выросла в 1,5 раза. Коллектив бригады овцеводов под руководством Джаббарова выполнила одиннадцатый пятилетний план досрочно, за период 1981—1984 годов увеличив объем производства продуктов животноводства на 20 процентов.
Постановлением ЦК КПСС и Совета Министров СССР от 7 ноября 1984 года, за увеличение производства высококачественной продукции животноводства на основе эффективного использования достижений науки и передового опыта Джаббарову Джаббару Алескер оглы присуждена Государственная премия СССР.
Активно участвовал в общественной жизни Азербайджана. Член КПСС с 1961 года. Делегат XXVIII съезда Компартии Азербайджана.